# Palacio de Saint-Germain-en-Laye
El palacio de Saint-Germain-en-Laye (del francés: château de Saint-Germain-en-Laye), también llamado el palacio Antiguo (Château Vieux) —por oposición al palacio Nuevo (Château Neuf), ahora desaparecido—, es una antigua residencia de los reyes de Francia. En este palacio se ha firmado varios tratados y muchos edictos y órdenes (véase en francés en Edictos y ordenanzas.)
Situado en el centro de Saint-Germain-en-Laye, departamento de Yvelines, en la actualidad acoge el Museo Arqueológico Nacional (Musée d'archéologie nationale).

## Historia

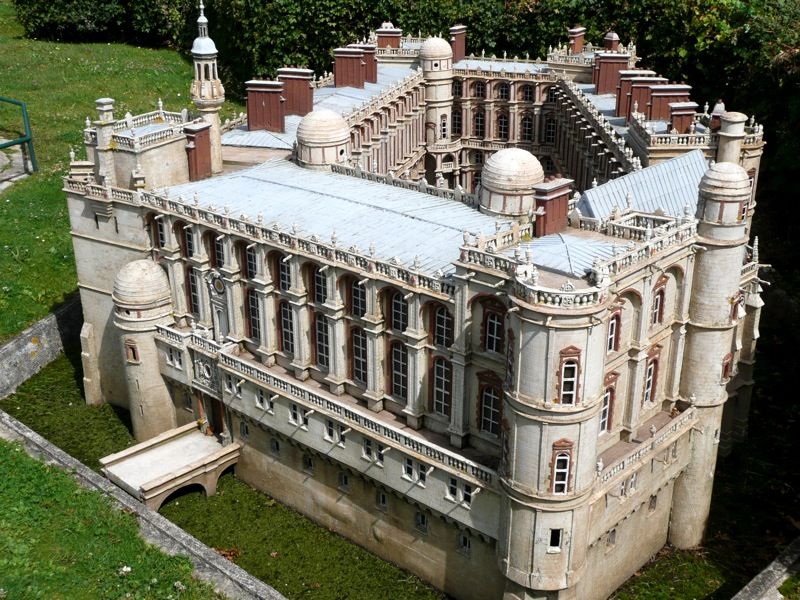
Vista de una maqueta del palacio de Saint-Germain-en-Laye.

Hacia 1124, el rey Luis VI el Gordo (1081-1137), que quería imponer su autoridad a los señores de la región de la Ile-de-France, hizo construir el primer castillo fuerte en el sitio que ahora ocupa el actual castillo, frente al priorato de Saint-Germain. Más adelante, el rey san Luis amplió ese castillo e hizo construir la Sainte Chapelle,  de estilo gótico completada en 1238. La actual capilla es uno de los pocos vestigios del antiguo castillo fortaleza. 
El 15 de agosto de 1346, en la cabalgada de Eduardo III durante la Guerra de los Cien Años, Eduardo de Woodstock, el principe Negro, hijo del rey de Inglaterra Eduardo III que ocupaba entonces Poissy, tomó la ciudad, saqueándola y arrasándola, e incendiando el castillo de Saint-Germain-en-Laye, que quedó destruido excepto la Sainte Chapelle. Veinte años más tarde, bajo el reinado de Carlos V, el antiguo castillo será reconstruido y transformado en una fortaleza por el arquitecto Raymond du Temple.
De 1417 a 1440, el palacio estuvo ocupado por los ingleses.
Con Francisco I, que se casó con Claudia de Francia en su capilla el 18 de mayo de 1514, el castillo de Saint-Germain-en-Laye se convirtió en la residencia favorita del rey. En 1539, encargó al arquitecto Pierre Chambiges la transformación del castillo y su reconstrucción en estilo renacentista, tal como actualmente se conoce tras su restauración en el siglo XIX. El castillo actual engloba un donjon (torre del homenaje) construido por Luis VI le Gros y la Sainte-Chapelle construida en el reinado de san Luis.
Enrique II, que había nacido en el castillo en 1519, se convirtió en rey de Francia en 1547. Ese mismo año sucedió el episodio del golpe de Jarnac en un duelo que tuvo lugar en la explanada del castillo, el 10 de julio de 1547. El nuevo rey emprendió la construcción del "nuevo castillo", que encargó al arquitecto Philibert Delorme. Los trabajos se iniciaron en 1559, pero la construcción no se completó hasta el reinado de Enrique IV de Francia, en el año 1600.
Carlos IX, en 1550, y Luis XIV, en 1638,  y muchos otros príncipes nacieron en el castillo.
Luis XIII se retiró al palacio Viejo el  14 de mayo de 1643. Durante la Fronda, en la noche del 5 a 6 de enero de 1649, la reina madre, Ana de Austria, regente, y el joven Luis XIV, de once años, se refugiaron apresuradamente en el Château-Vieux de Saint-Germain. Luis XIV, aunque nacido en el Château neuf, había sido bautizado allí, en la Chapelle Royale.
De 1661 a 1682, el rey Luis XIV pasó gran parte de su tiempo en Saint-Germain-en-Laye y fue el último rey de Francia en hacerlo. Hizo que André Le Nôtre ordenase los jardines à la française y luego la Gran Terraza, desde 1663 a 1680. También hizo que los arquitectos Le Brun y Le Vau remodelasen su apartamento en el Château-Vieux. En 1680 comenzaron las obras de ampliación del castillo, dirigidas por Jules Hardouin-Mansart, con la construcción de cinco pabellones de esquina que le daban, según algunos historiadores, una «apariencia extraña y desagradable». El  20 de abril de 1682, incluso antes de que se completasen las ampliaciones del castillo, Luis XIV abandonó definitivamente el lugar para instalarse en el palacio de Versalles.
Jacobo II, rey de Inglaterra, primo hermano de Luis XIV, vivió en el exilio en el castillo desde 1689 hasta su muerte en 1701 (véase, en francés, en Corte jacobita de St. Germain en Laye).
En 1777, el rey Luis XVI donó el Château Neuf, en mal estado, a su hermano Charles, conde de Artois, el futuro Carlos X. Éste hizo que fuera demolido con la intención de reconstruirlo.
Bajo el Primer Imperio francés (1804-1815), el Chateau-Vieux fue reparado para albergar la Escuela especial militar de caballería (école spéciale militaire de cavalerie) que abrió el 15 de octubre de 1809 (y que luego se fusionó en 1914 con la Escuela especial militar de Saint-Cyr (école spéciale militaire de Saint-Cyr)). Entretanto, de 1836 a 1855, el castillo fue transformado en una prisión militar.
Fue ampliamente restaurado bajo Napoleón III. El 8 de marzo de 1862, un decreto imperial estableció la creación en el castillo de un «Museo de antigüedades celtas y galo-romanas» (Musée des antiquités celtiques et gallo-romaines) (más tarde llamado «Museo de antigüedades nacionales» (Musée des antiquités nationales), y recientemente «Museo de arqueología nacional» (Musée d'archéologie nationale). Con este fin, el castillo fue clasificado el 8 de abril de 1863 como monumento histórico de Francia  y se acometiron los primeros trabajos de renovación dirigidos por el arquitecto Eugène Millet, alumno de  Viollet-le-Duc. Las primeras salas del museo fueron inauguradas por Napoleón III el 18 de mayo de 1867. La actuación de Millet, además de una profunda reestructuración de los espacios interiores, restauró el castillo a su apariencia del Renacimiento, destruyendo los pabellones agregados por Mansart a finales del siglo XVII. Las obras no se completaron hasta principios del siglo XX.

### Acontecimientos célebres
- En 1238, Balduino II, emperador de Constantinopla, envió a san Luis las reliquias de la Corona de espinas de Cristo.
- El 10 de julio de 1547, una rivalidad política concluyó con una justa de sangre. Contra todo pronóstico, Guy Chabot, séptimo barón de Jarnac triunfo sobre François de Vivonne, señor de Chasteigneraie. Nació el que se conocerá como golpe de Jarnac, un lance en la esgrima.
- El escritor de la vida romántica Étienne de Jouy, de la Academia Francesa, se retiró al palacio donde residía, el 4 de septiembre de 1846.
- El tratado de Saint-Germain-en-Laye con Austria que fue firmado el 10 de septiembre de 1919.

## Arquitectura e interiores
El castillo se articula alrededor de un patio interior en forma de pentágono retomando la traza primitiva del castillo de Charles V. Las alas que encuadran este patio llevan tradicionalmente los siguientes nombres:
- ala del rey (ala Norte),
- ala de la reina (ala Este),
- ala de los hijos del rey (ala Sudeste),
- ala de la capilla (ala Suroeste),
- ala de la sala de fiestas (ala Oeste).

### Capilla de San Luis

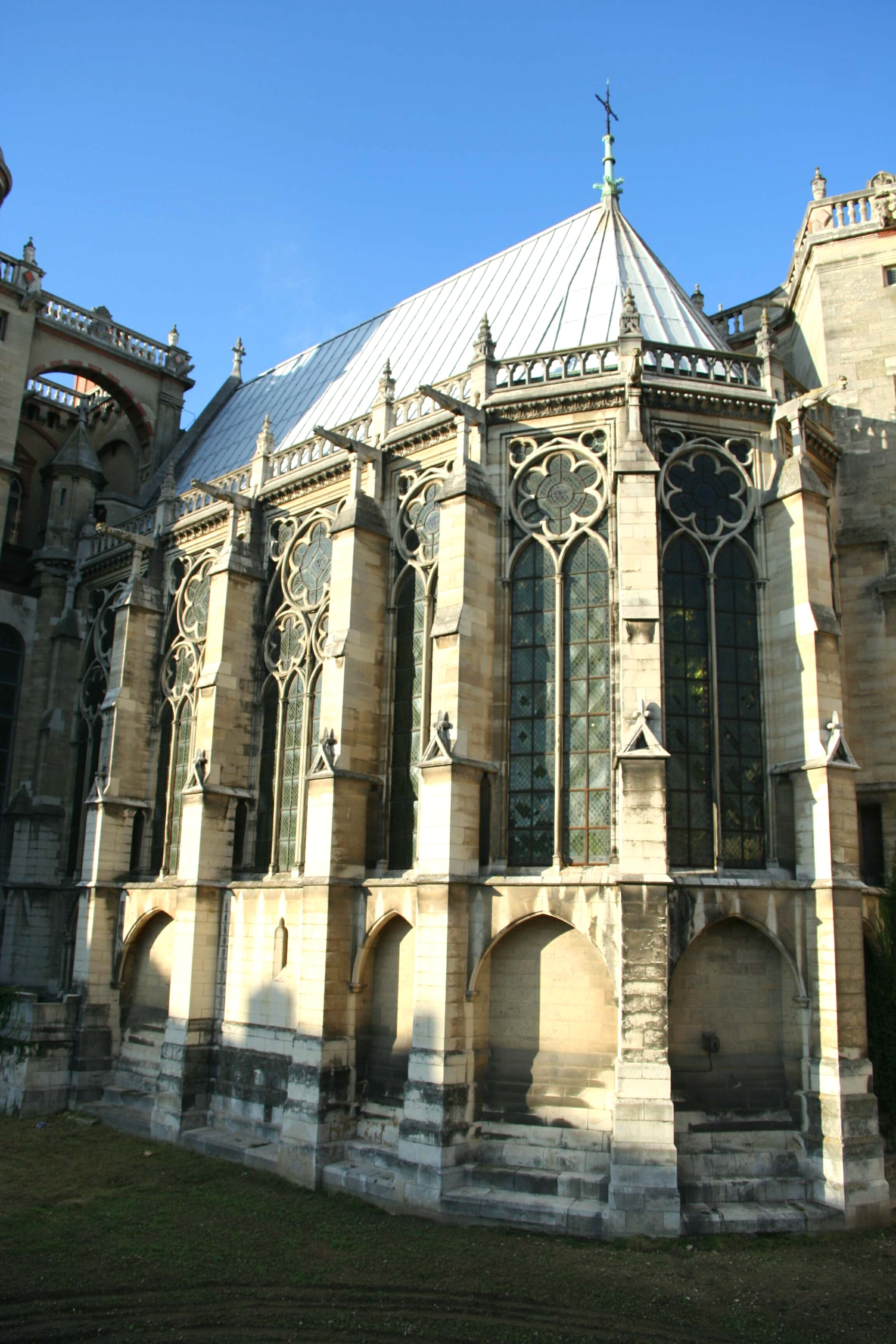
La capilla gótica

La capilla Saint-Louis es una obra maestra de estilo gótico radiante.
Un acta de Luis IX (1214-1270) fechada en 1238 —en la que el rey instituía un servicio religioso regular— permite saber con certeza que se había construido  una capilla justo al lado castillo real. Se trata de una capilla santa (Sainte Chapelle), diseñada para albergar una reliquia de la Santa Espina o la Vera Cruz. Su diseño y arquitectura, que es el precursora de la gran Sainte-Chapelle que san Luis hará construir en el interior del Palais de la Cité en París de 1240 a 1248. Confió estas dos obras a su arquitecto favorito, Pierre de Montreuil, que adaptó en París las fórmulas arquitectónicas inventadas en Saint-Germain: una nave de tramo único, terminada con una cabecera con vidrieras muy altas cortando casi todos los muros y contrafuertes adosados al exterior, entre tramos.
En Saint-Germain, las ogivas de la bóveda recaen en pequeñas columnatas que descienden hasta el suelo, entre los vanos. La subbase desnuda se encuentra retirada detrás de una arcada baja aislada. El volumen del edificio está pues liberado de todo soporte interno. El muro oeste está ornado con una gran rosa de estilo gótico radiante. Este término reenvia a los rayos de las finas rosetas que dejan filtrar, a través de sus vitrales, la luz que, de Dios, penetra a los clérigos y después a los fieles. El porcentaje de perforación máximo en los muros es permitido por la técnica de la piedra armada. Se introducen elementos de metal en la estructura de las paredes a fin de garantizar la estabilidad de las piedras. Fue en la capilla real de Saint-Germain donde Balduino II, emperador de Constantinopla, entregó al rey san Luis, en 1238 las reliquias de la Corona de Espinas de Cristo. Estas reliquias fueron destinadas a la Sainte Chapelle de París, que a su vez se consagró en abril de 1248.
La capilla conserva hoy una colección lapidaria incluyendo muchas placas grabadas, paneles de sarcófagos procedentes de Rosny-sur-Seine  y fragmentos de sarcófagos procedentes de Chelles.

### Salón de baile
El salón de baile se encuentra en el ala oeste. Sin terminar en la muerte de Francisco I, fue inaugurado por su hijo Enrique II el 19 de mayo de 1549 con un gran banquete para celebrar el bautizo de su hijo. Tiene más de 500 m² y cuenta con una enorme chimenea adornada con un motivo de piedra, donde figure la salamandra, el emblema de Francisco I. Luis XIV la transformó en "sala de Comedias" y la equipó con una maquinaria formidable. Más de ciento cuarenta actuaciones de todo tipo se dieron en esta sala considerada la mayor del reino. Lully y Molière conocieron en ella horas de gloria. En 1666, Luis XIV produjo para sí mismo el 'ballet des Muses.
Esta sala alberga hoy la sala de arqueología comparada.

### Museo de las Antigüedades nacionales (Musée des Antiquités nationales)

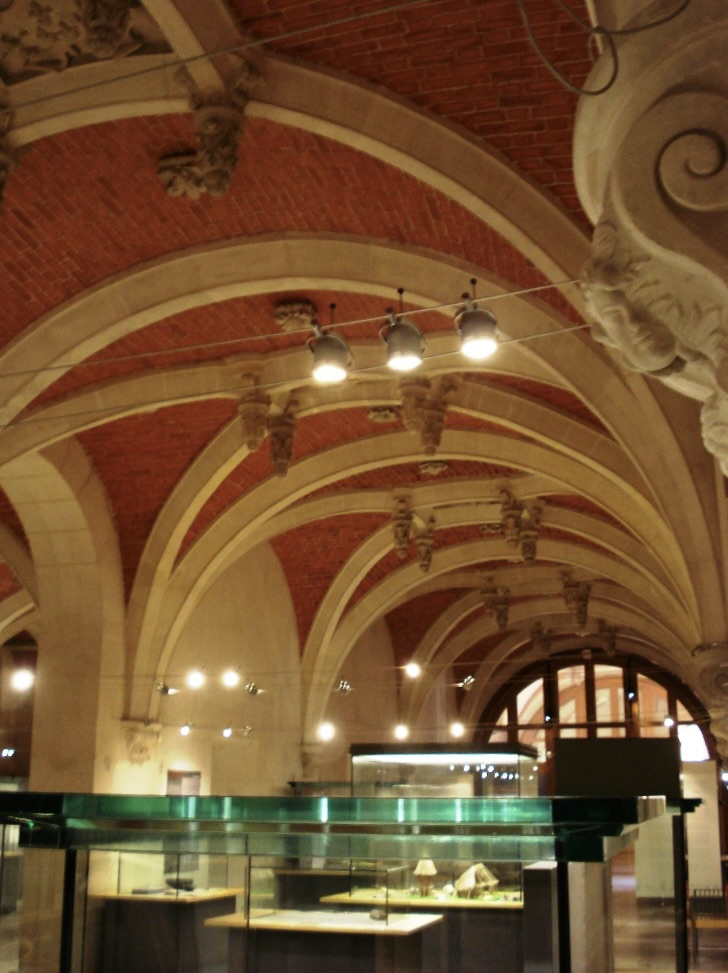
Sala del Museo Arqueológico Nacional de Saint-Germain-en-Laye

## Parques y jardines
André Le Nôtre realizó en 1663 el parque regular y luego, en 1669, la gran terraza que domina el valle del Sena. El jardín irregular (paisajístico) fue realizado en 1845 por Loaisel de Tréogate.
El dominio está clasificado como «Jardín Notable» (Jardin remarquable).

## Galería de imágenes

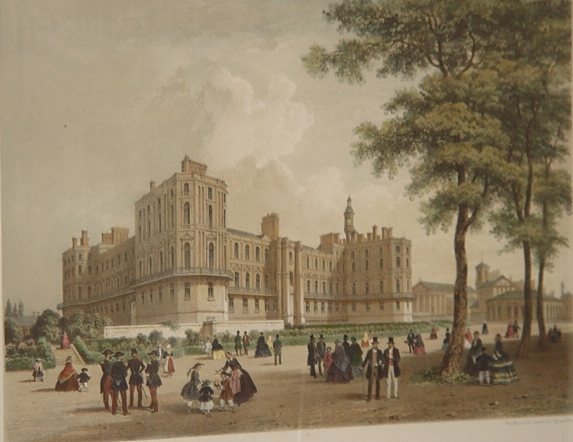
El viejo castillo antes de su renovación por Napoleón III
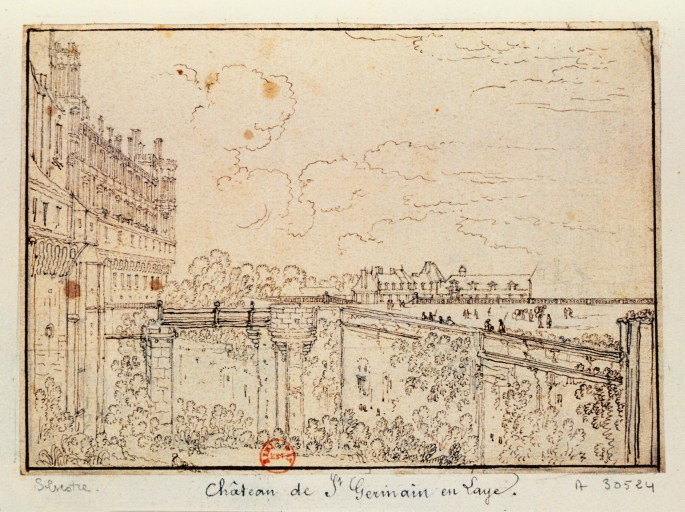
Dibujo de Israël Sylvestre
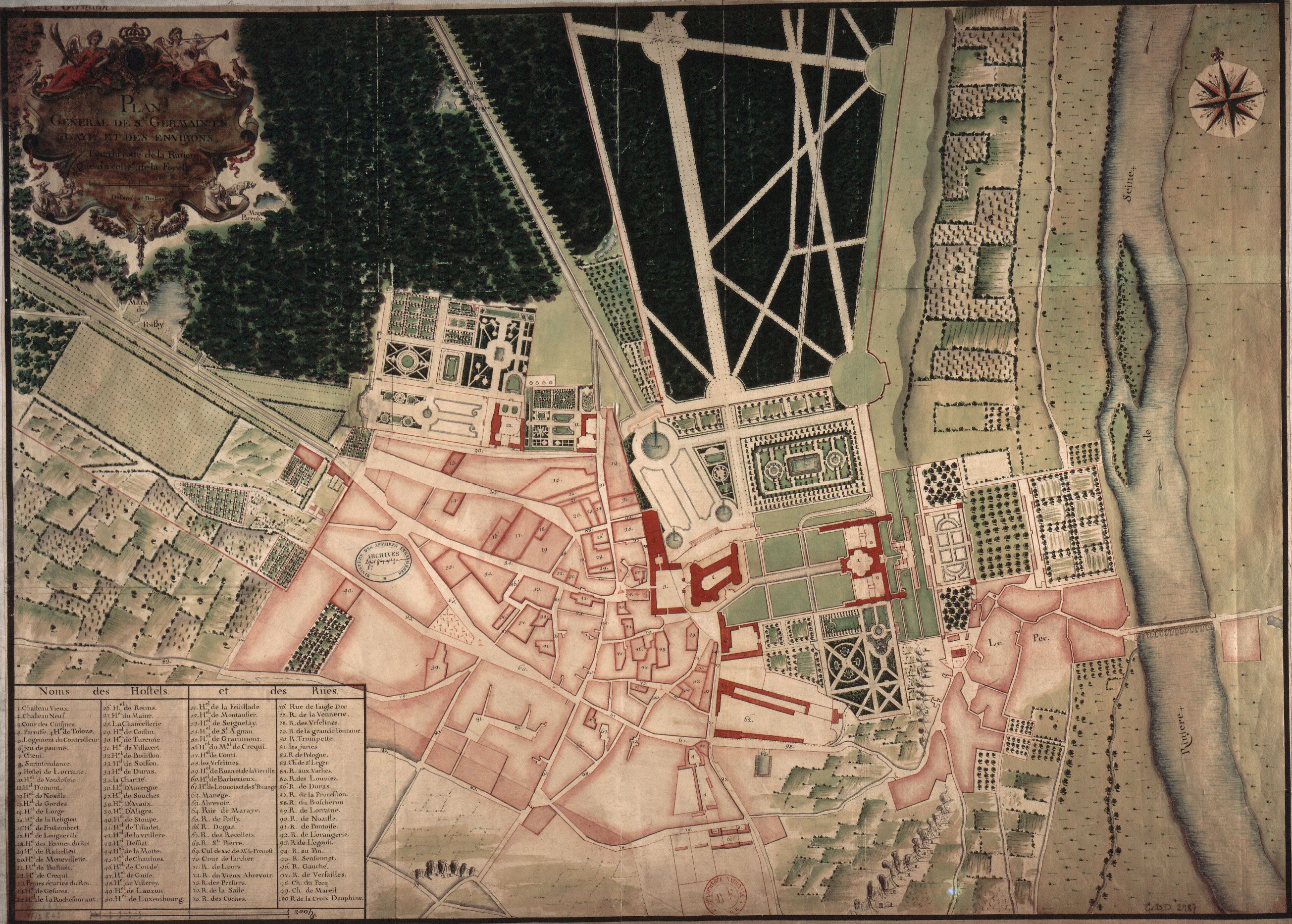
Mapa de la ciudad y de los dos castillos con el parque y la terraza.
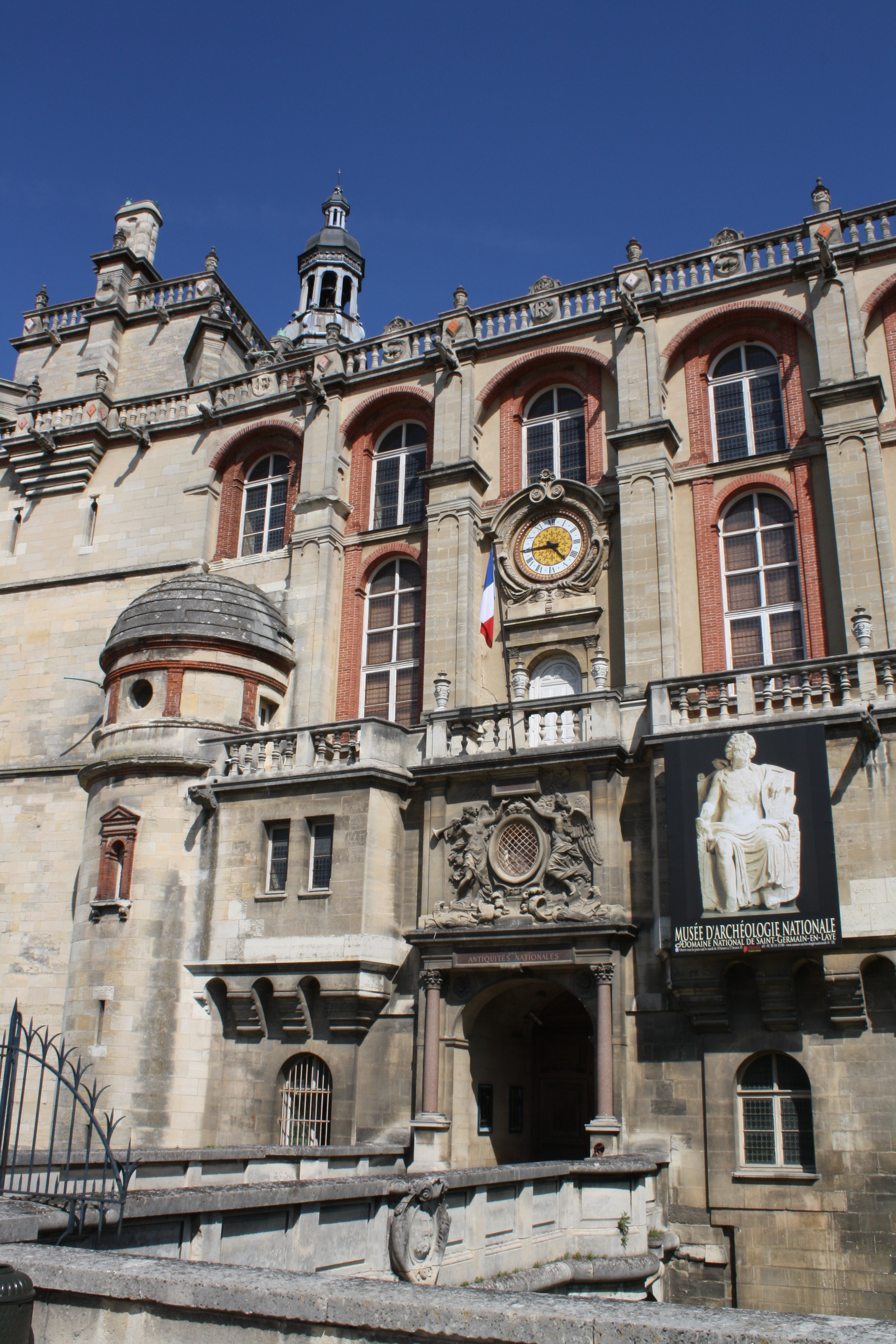
Entrada al castillo